# Eichsfelder Schnurre
Eine Eichsfelder Schnurre ist ein meistens lustiges, kleines Gedicht oder eine Kurzgeschichte (Schnurre, Anekdote) in Obereichsfelder und Untereichsfelder Mundart. 

## Wesen
Dabei werden Situationen des täglichen Lebens und des Brauchtums des Eichsfeldes wiedergegeben, um auf amüsante Weise jegliche Art von Schieflagen in zwischenmenschlichen Beziehungen aufzuzeigen.
Erste Dichtungen in Eichsfelder Mundart sind von Joseph Kaufmann (Minne Medizinflaschen 1925) bekannt. 
Eichsfelder Mundart-Dichter, die weitere Schnurren verfassten, sind:
- Karl Leineweber
- Martin Weinrich
- Hermann Iseke (Dichter des Eichsfeldliedes)
- Gisela Wüstefeld